# عمليات طعن كراتشي 2017
كانت عمليات طعن كراتشي عام 2017 عبارة عن سلسلة هجمات نفذها مجهول ضد نساء في كراتشي، السند، باكستان. بدأت العمليات في 25 سبتمبر 2017 وأسفرت عن إصابة 16 امرأة ؛ لم يتعرض أي منهم للسرقة أو القتل.

## هجمات
أصاب الطاعن الأول ثلاثة مواطنات في 25 سبتمبر. ثم جرح اثنين آخرين في 26 سبتمبر، وآخر في 28 سبتمبر. و قيل إن المنطقة المنكوبة كانت من جواهر شورانجي إلي بهلوان كوطي بين جامعة حبيب ومخبأ رادو، ونقل الضحايا إلي المستشفي القريب. في مناطق من جولشان إي جمال إلى جولشان تشورانجي، في غضون ثلاث ساعات. طعنت فتاة بالقرب من المنطقة الفيدرالية ب في 16 أكتوبر.